# St. Andrews n.º 287
St. Andrews n.º 287 es un municipio rural canadiense situado en la provincia de Saskatchewan.

## Superficie
St. Andrews n.º 287 tiene una superficie de 807,82 km².

## Demografía
En 2021, tenía 461 habitantes, una densidad poblacional de 0,6 hab./km², y 181 viviendas.